# Secretarias de Estado do México
As Secretarias de Estado (Gabinete Legal ou Secretarias de Estado, em castelhano) são parte do poder executivo do México cuja função é administrar de forma mais especializada as áreas de governo. Cada uma das Secretarias é chefiada por um ministro ou secretário, apontado pelo Presidente da República. Atualmente o governo mexicano possui 21 secretarias. 

## Secretarias
Lista atualizada em 26 de março de 2025, com base no Gabinete da presidenta Claudia Sheinbaum.
| Secretaria                                          | Atual secretário(a)             |
| --------------------------------------------------- | ------------------------------- |
| Secretaria do Interior                              | Rosa Icela Rodríguez            |
| Secretaria de Relações Exteriores                   | Juan Ramón de la Fuente         |
| Secretaria da Fazenda                               | Édgar Amador Zamora             |
| Secretaria de Defesa Nacional                       | Ricardo Trevilla Trejo          |
| Secretaria de Marinha                               | Raymundo Pedro Morales Ángeles  |
| Secretaria da Economia                              | Marcelo Ebrard Casaubón         |
| Secretaria do Bem-estar                             | Ariadna Montiel Reyes           |
| Segurança e Proteção ao Cidadão                     | Omar García Harfuch             |
| Secretaria Anticorrupção e do Bom Governo           | Raquel Buenrostro Sánchez       |
| Secretaria de Infraestrutura                        | Jesús Antonio Esteva Medina     |
| Secretaria do Trabalho e Previdência Social         | Marath Baruch Bolaños López     |
| Secretaria do Meio Ambiente                         | Alicia Bárcena Ibarra           |
| Secretaria de Energia                               | Luz Elena González Escobar      |
| Secretaria de Agricultura                           | Julio Berdegué Sacristán        |
| Secretaria de Educação Pública                      | Mario Delgado Carrillo          |
| Secretaria da Saúde                                 | David Kershenobich Stalnikowitz |
| Secretaria de Turismo                               | Josefina Rodríguez Zamora       |
| Secretaria de Desenvolvimento Territorial           | Edna Elena Vega Rangel          |
| Secretaria da Cultura                               | Claudia Curiel de Icaza         |
| Secretaria das Mulheres                             | Citlalli Hernández Mora         |
| Secretaria de Ciência e Tecnologia                  | Rosaura Ruiz Gutiérrez          |
| Agência de Transformação Digital e Telecomunicacões | José Antonio Peña Merino        |
| Conselho Executivo                                  | Ernestina Godoy Ramos           |